# 537년

## 연호
- 남량(南梁) 대동(大同) 3년
- 동위(東魏) 천평(天平) 4년
- 서위(西魏) 대통(大統) 3년
- 신라(新羅) 건원(建元) 2년

## 기년
- 남량(南梁) 무제(武帝) 36년
- 동위(東魏) 효정제(孝靜帝) 4년
- 서위(西魏) 경문제(景文帝) 3년
- 신라(新羅) 법흥왕(法興王) 24년
- 고구려(高句麗) 안원왕(安原王) 7년
- 백제(百濟) 성왕(聖王) 15년

## 사망
- 11월 1일 - 교황 실베리오, 58대 로마 교황.